# Bejt Chilkija
Bejt Chilkija (hebrejsky בֵּית חִלְקִיָּה, v oficiálním přepisu do angličtiny Bet Hilqiyya, přepisováno též Beit Hilkia) je vesnice typu mošav v Izraeli, v Centrálním distriktu, v Oblastní radě Nachal Sorek.

## Geografie
Leží v nadmořské výšce 70 metrů v hustě osídlené a zemědělsky intenzivně využívané pobřežní nížině (region Šefela).
Obec se nachází 16 kilometrů od břehu Středozemního moře, cca 31 kilometrů jihovýchodně od centra Tel Avivu, cca 40 kilometrů západně od Jeruzalému a 2 kilometry jihovýchodně od okraje města Gedera. Bejt Chilkija obývají Židé, přičemž osídlení v tomto regionu je etnicky převážně židovské.
Bejt Chilkija je na dopravní síť napojen pomocí místní komunikace číslo 3933. Severně od vesnice probíhá dálnice číslo 7, jihovýchodně od mošavu zase vede dálnice číslo 3

## Dějiny
Bejt Chilkija byl založen v roce 1953. Zakladateli osady byla skupina ultraortodoxních Židů z Jeruzalému, napojená na organizaci Agudat Jisra'el.
Místní ekonomika je založena na zemědělství, část obyvatel pracuje mimo obec. Funguje tu ješiva. Vesnice prochází stavební expanzí sestávající ze 70 nových domů.
Židovští vesničané se zde usadili na pozemcích vysídlené arabské vesnice al-Muchajzin, jež tu stávala až do války za nezávislost roku 1948. Nacházela se cca 1 kilometr severně od nynějšího mošavu. Vznikla počátkem 19. století, kdy se zde usadil klan al-Vuhajdat. Šlo o malou osadu. Roku 1931 měla 71 obyvatel a 19 domů. Počátkem války byla tato oblast v dubnu 1948 ovládnuta židovskými silami a arabské osídlení zde skončilo. Zástavba vesnice pak byla zcela zbořena.

## Demografie
Podle údajů z roku 2014 tvořili naprostou většinu obyvatel v Bejt Chilkija Židé (včetně statistické kategorie "ostatní", která zahrnuje nearabské obyvatele židovského původu ale bez formální příslušnosti k židovskému náboženství).
Jde o menší obec vesnického typu s dlouhodobě výrazně rostoucí populací. K 31. prosinci 2014 zde žilo 849 lidí. Během roku 2014 populace stoupla o 9,4 %.
| Rok            | 1961 | 1972 | 1983 | 1995 | 2001 | 2003 | 2004 | 2005 | 2006 | 2007 | 2008 | 2009 | 2010 | 2011 | 2012 | 2013 | 2014 |
| -------------- | ---- | ---- | ---- | ---- | ---- | ---- | ---- | ---- | ---- | ---- | ---- | ---- | ---- | ---- | ---- | ---- | ---- |
| Počet obyvatel | 288  | 238  | 230  | 352  | 380  | 359  | 438  | 466  | 470  | 536  | 550  | 491  | 541  | 622  | 734  | 776  | 849  |